# Bláskógabyggð
Bláskógabyggð est une municipalité située à l'ouest de l'Islande, à l'intérieur des terres.

## Démographie
Évolution de la population 
2011: 935
2022: 1,164